# 产品地理标志
（产品）地理标志，又称（产品）地理标识，简称地标，是通过地理标识对地方特色农产品、工艺品等以产地命名的权利进行保护和控制保护它们竞争力和消费者的权益。地理标识产品保护制度的目的是提升商品质量和信誉，也使消费者免受假冒伪劣坑害。地理标识是指相关的标志，如例如中国地理标志、法国原产地命名控制（Appellation d'origine contrôlée）（AOC）和欧洲原产地命名保护（AOP）。
这种原产地概念最初起源于法国的葡萄酒酿造业，后来逐渐成为一种与地理标志相关的产权保护制度，为世界各国及世界贸易组织所认可。 根据世界知识产权组织的定义是指，“用于商品上的一种具有特殊地理来源并拥有因该来源地点而获得的品质或声誉的标记”。世界贸易组织的《与贸易有关的知识产权协定》第22条至第24条明确提出了地理标志保护， 并对葡萄酒和酒精类饮料提供了特殊规格的保护。

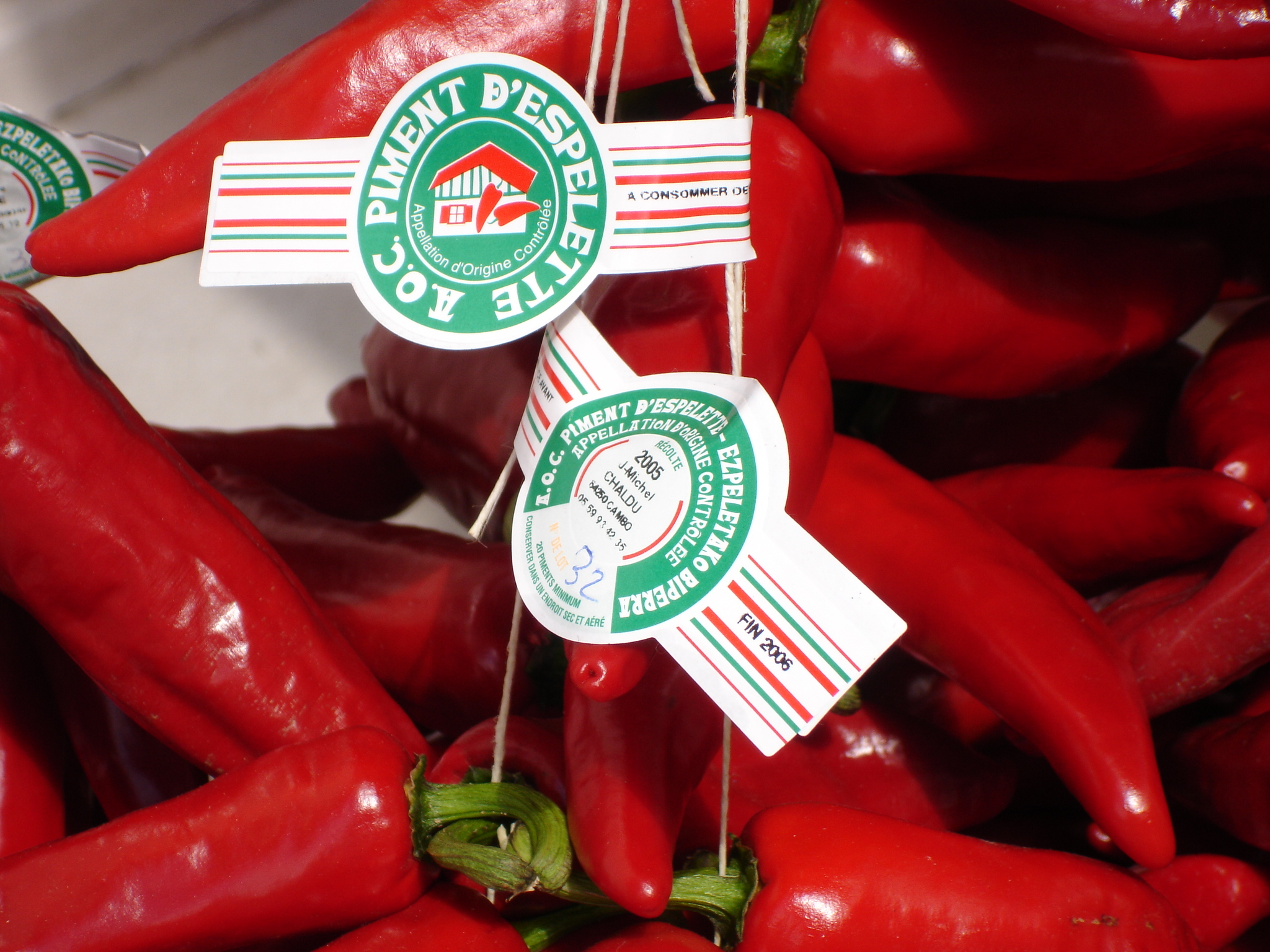
法国Espelette辣椒地理标志

欧洲（尤其是法国）拥有目前世界上最发达地理标志保护的法律，欧洲国家也可能是纳入WTO框架内地理标志保护措施的最大的受益者。美国知识产权的政府部门以及私人企业对于欧洲扩张其地理标志的法律感到极大的忧虑。著名的“百威”的纠纷，就是发生在捷克的原百威（Budweis）地区(現在的捷克布杰約維采)的布德瓦酿酒公司与美国百威（后者为注册商标）之间的一场旷日持久的诉讼。

## 各国原产地命名保护的政策与措施
- 中国地理标志产品制度：2001年12月起施行的《中华人民共和国商标法》（修订版），增加了对地理标注进行保护的条款
- 欧洲原产地命名保护（法語：Appellation d'origine protégée）（AOP）
- 法国原产地命名控制（法語：Appellation d'origine contrôlée）（AOC）